# Pete Myers
Pete Myers, né le 15 septembre 1963, à Mobile, en Alabama, est un joueur et entraîneur américain de basket-ball. Il évolue au poste d'arrière.

## Palmarès
- All-CBA Second Team 1988
- CBA All-Star 1988
- All-TAAC 1985, 1986